# Callerya
Genre
Classification phylogénétique
Synonymes
- Padbruggea Miq.[2]
- Whitfordiodendron Elmer[2]

Callerya est un genre de plantes à fleurs dicotylédones de la famille des Fabaceae, sous-famille des Faboideae, originaire d'Asie et d'Australasie, qui comprend une trentaine d'espèces acceptées.
Ce sont  des lianes ou des arbrisseaux grimpants, plus rarement des arbres.

## Synonymes
Certaines espèces du genre sont rattachées au genre Millettia[pas clair]

## Liste des espèces
Selon The Plant List (4 octobre 2018) :
- Callerya atropurpurea (Wall.) Schot
- Callerya australis (Endl.) Schot
- Callerya bonatiana (Pamp.) P.K.Lôc
- Callerya championii (Benth.) X.Y. Zhu
- Callerya cinerea (Benth.) Schot
- Callerya cochinchinensis (Gagnep.) A. Schott
- Callerya congestiflora (T.C. Chen) Z. Wei & Pedley
- Callerya dasyphylla (Miq.) Schot
- Callerya dielsiana (Harms) P.K. Loc ex Z. Wei & Pedley
- Callerya dorwardii (Collett & Hemsl.) Z. Wei & Pedley
- Callerya eriantha (Benth.) Schot
- Callerya eurybotrya (Drake) A. Schott
- Callerya fordii (Dunn) Schot
- Callerya gentiliana (H. Lév.) Z. Wei & Pedley
- Callerya kiangsiensis (Z. Wei) Z. Wei & Pedley
- Callerya kityana (W. G. Craib) A. Schott
- Callerya lantsangensis (Z. Wei) H. Sun
- Callerya longipedunculata (Z. Wei) X.Y. Zhu
- Callerya megasperma (F.Muell.) Schot
- Callerya nieuwenhuisii (J.J.Sm.) Schot
- Callerya nitida (Benth.) R.Geesink
- Callerya oosperma (Dunn) Z. Wei & Pedley
- Callerya pachyloba (Drake) H. Sun
- Callerya pilipes (Bailey) Schot
- Callerya reticulata (Benth.) Schot
- Callerya scandens (Dunn) Schot
- Callerya sericosema (Hance) Z. Wei & Pedley
- Callerya speciosa (Champ.) Schot
- Callerya sphaerosperma (Z. Wei) Z. Wei & Pedley
- Callerya strobilifera Schott
- Callerya sumatrana (Merr.) Schot
- Callerya tsui (F.P. Metcalf) Z. Wei & Pedley
- Callerya vasta (Kosterm.) Schot